# Барлоу, Джордж
Сэр Джордж Барлоу, 1-й баронет (англ. George Barlow; 1762—1846) — и. о. генерал-губернатора Индии в 1805—1807 годах.
Четвёртый сын богатого торговца тканями Уильяма Барлоу, эсквайра Бата, и его жены Хилер; младший брат адмирала сэра Роберта Барлоу, рыцаря Большого креста ордена Бани. В 1778 году был назначен в Бенгальскую гражданскую службу и достиг Калькутты в следующем году; во время работы в 1788—1796 годах в секретариате государственных доходов Барлоу претворил в жизнь соглашение 1793 года о «постоянных поселениях» (англ. permanent settlement). В 1796 году получил должность главного секретаря. В октябре 1801 года стал членом Высшего совета Бенгалии, одновременно являясь его вице-президентом вплоть до 5 октября 1805 года, когда умер маркиз Корнуоллис и он был назначен временным генерал-губернатором. Поддерживая политику Уэллесли по расширению британской власти, он в то же время продолжал политику нейтралитета и примирения в отношении местных государств, начатую его предшественником, Корнуоллисом. Он пошёл на уступки маратхским кланам Шинде и Холкар и аннулировал примирительные договоры с вождями в Раджпутане.
По прибытии 31 июля 1807 года лорда Минто Барлоу лишился должности. С 24 декабря 1807 года он являлся стал губернатором Мадраса, где его противостояние с ведущими представителями обеих служб (гражданской и военной) привело в 1809 году к большому мятежу, который был решительно подавлен самим губернатором. Он был отозван и передал обязанности в Мадрасе 21 мая 1813 года. Жил на пенсию до своей смерти 18 декабря 1846 года в Фарнеме.
29 июня 1803 года он получил звание баронета, а также стал рыцарем-командором ордена Бани. В 1815 году стал рыцарем Большого креста ордена Бани.
Женился в апреле 1789 года в Калькутте на Элизабет, дочери Бёртона Смита. Был разведён парламентским актом от 30 апреля 1816 года. В браке родилось 14 детей.